# Ghorsala
Ghorsala é uma vila no distrito de Murshidabad, no estado indiano de Bengala Ocidental.

## Demografia
Segundo o censo de 2001, Ghorsala tinha uma população de 6252 habitantes. Os indivíduos do sexo masculino constituem 50% da população e os do sexo feminino 50%. Ghorsala tem uma taxa de literacia de 50%, inferior à média nacional de 59,5%: a literacia no sexo masculino é de 56% e no sexo feminino é de 44%. Em Ghorsala, 19% da população está abaixo dos 6 anos de idade.